# Rubén Figueroa Alcocer
Rubén Figueroa Alcocer (Huitzuco, 1941) is een controversieel Mexicaans politicus van de Institutioneel Revolutionaire Partij (PRI).
Figueroa stamt uit een politiek geslacht uit de deelstaat Guerrero; zijn vader Rubén Figueroa Figueroa was gouverneur van 1975 tot 1981 en ook zijn grootvader was gouverneur geweest. Hij was afgevaardigde van 1979 tot 1982. In 1993 werd hij tot gouverneur van Guerrero gekozen.
Onder Figueroa's bestuur nam het aantal politieke moorden toe. Op 25 juni 1995 vond het bloedbad van Aguas Blancas plaats, waarbij 21 leden van een boerenorganisatie tijdens een protestbijeenkomst werden vermoord door de staatspolitie. De politie plantte wapens in de handen van de neergeschoten boeren en zei dat ze geschoten hadden uit zelfverdediging. Na onderzoek van de Nationale Mensenrechtencommissie bleek dit echter niet het geval te zijn, en was het bloedbad ongeprovoceerd. In december 1996 besloot Figueroa vanwege de commotie die was ontstaan rond het bloedbad af te treden.